# Hårbalsam

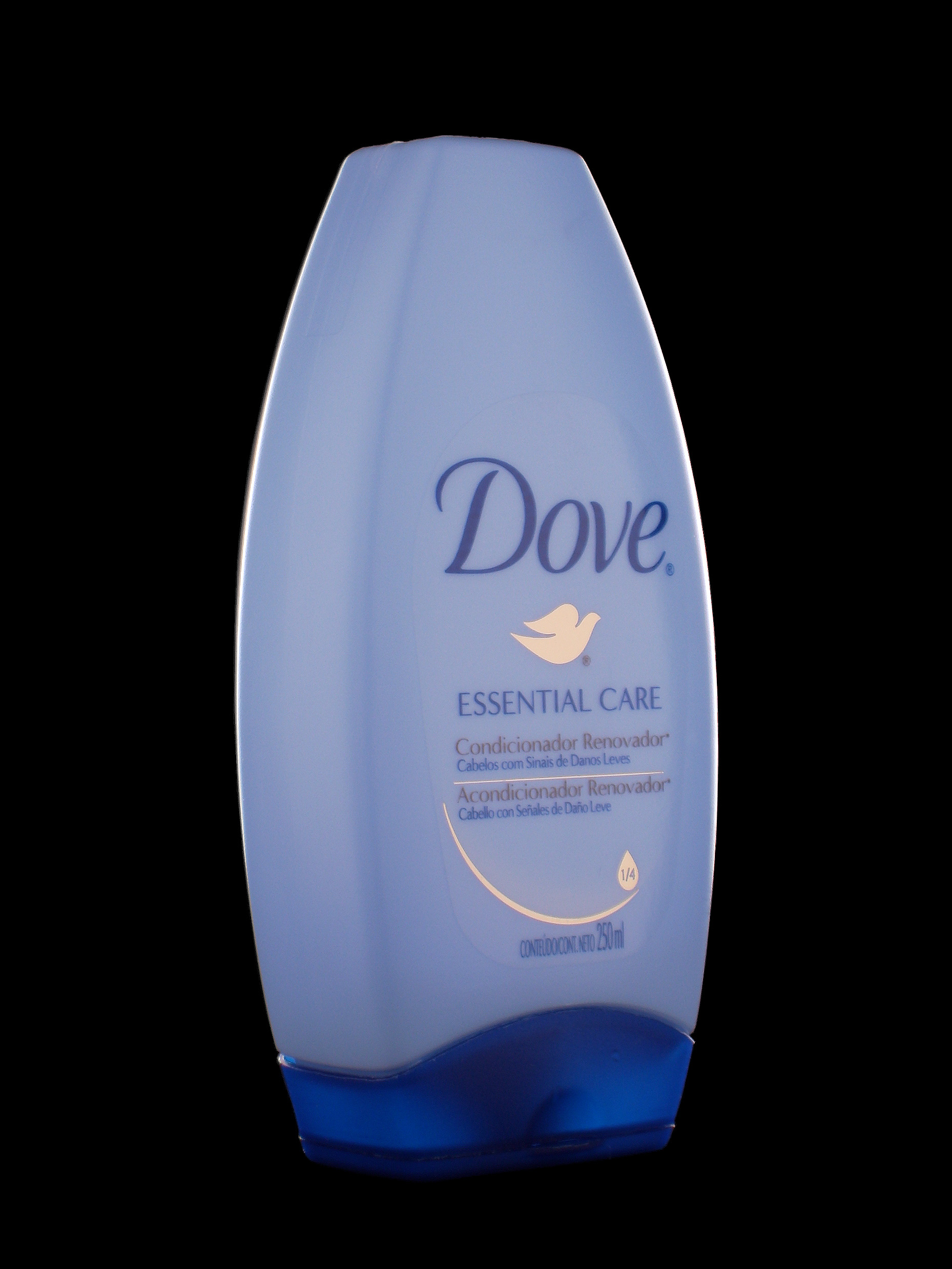
Hårbalsam från Dove. Flaskan har öppningen i botten.

Hårbalsam (även conditioner efter engelskans hair conditioner) är en cremeliknande[förklaring behövs] hårvårdsprodukt som används efter att håret tvättats med schampo. Balsam används för att motverka shampots avfettande effekter, genom att bland annat tillsätta olika fetter. Detta skyddar håret, gör det mer lättkammat och ger det ett glansigare utseende.

## Innehåll
Protein och kollagen är, i form av polypeptider och aminosyror, byggstenar hos håret. Det kan också finnas fettlösliga A- och E-vitaminer, som gör att det blir en tunn hinna på håret. Olika fetter som aloe och kamomillextrakt, vetegrodds-, henna- jojoba- och kokosolja kan också finnas med och innebär också att håret får en fetthinna på ytan.
Balsam innehåller också ibland pantotensyra och substanser med positiva laddningar. Dessa förhindrar eller motverkar flygigt och hängigt hår genom att öka intermolekylära bindningar mellan hårstråna.

## Historik
Den första hårbalsam tillverksades i 1950-talets början, av ett mindre företag i Los Angeles i USA. Produkten inriktades först mot filmindustrin, en bransch där håret påverkas rejält av både solsken och strålkastarljus.
Producentföretaget köptes i mitten av 1950-talet upp av Alberto Culver. Han gav produkten namnet VO5 (five vital oils) och började sälja den i den allmänna handeln.
Culvers balsam var också den första på den svenska konsumentmarknaden, när den började säljas i landet 1973.  